# Садовський Іван Іванович
Іва́н Іва́нович Садо́вський (*1876,  Житомир—†1948) — український, радянський театральний актор родом з Житомира. Народний артист УРСР (1947).

## З життєпису
1896 — хорист в італійській опері в Одесі; 1897—1900 — у трупі Товариства Українських Акторів під орудою братів Тобілевичів, пізніше (до 1918) — у трупах О. Суслова, М. Ярошенка, Ф. Костенка, а далі у драматичних театрах Києва, Чернігова, Одеси, Харкова, Вінниці та ін.
Переважно на характерних і комічних ролях: Солопій та Опанас («Сорочинський ярмарок», «Циганка Аза» М. Старицького), Писіаїр («Бурлака» І. Тобілевича), Бублик («Платон Кречет» О. Корнійчука) та ін.
Ролі в кіно: «Шкурник» (1929), «Макар Нечай» (1940).

## Вшанування
- Провулок Івана Садовського в Житомирі.